# Clemens Lessing
Clemens Walter Lessing (* 10. Mai 1925 in Oberlahnstein; † 4. Juli 2006) war ein deutscher Beamter.
Lessing war der Enkel des Industriellen Anton Lessing und Sohn des Kommunalpolitikers Walter Lessing. Er war Bundesvorsitzender der Deutschen Vereinigung für Politische Bildung von 1972 bis 1986.